# Universitat de Basilea
La Universitat de Basilea (en alemany, Universität Basel) és una universitat situada a Basilea, Suïssa.

## Organització
Algunes de les facultats de què disposa
- Teologia
- Lleis
- Medicina
- Humanitats
- Ciències
- Negocis i Economia
- Psicologia

## Història
Tenint el suport del consell de Basilea i privilegiats pel Papa Pius II, la universitat de Basilea va ser fundada el 1460 (i és actualment, la universitat més antiga de Suïssa). Originalment, constava de tres facultats principals (teològica, dret i medicina), així com una facultat d'arts que estava dissenyada per a preparar els estudiants per a les altres tres facultats.
La biblioteca de la universitat va ser fundada l'any 1622, i comprèn la col·lecció existent de la universitat i els exemplars d'alguns claustres secularitzats, i és en l'actualitat una de les més importants d'Europa.
Durant el 1889, es pren la decisió d'admetre dones en les facultats, i el 1890 és acceptada la primera dona de la història de la universitat (Emilie Frey, a Medicina).

## Personatges importants que han passat per aquesta Universitat
Erasme, Paracels, Daniel Bernoulli, Jacob Burckhardt, Leonhard Euler, Friedrich Nietzsche, Eugen Huber, Tadeus Reichstein, Werner Arber i Carl Jung són alguns dels noms associats a aquesta universitat. Més recentment s'hi agregà el teòleg protestant Karl Barth, considerat pels protestants i catòlics el més important del segle xx, i Max Niedermann un destacat filòleg.